# Stefan Bajić
Stefan Bajić (* 23. Dezember 2001 in Saint-Étienne) ist ein französisch-serbischer Fußballspieler. Der Torwart steht seit 2022 beim englischen Verein Bristol City unter Vertrag.

## Karriere

### Verein
Bajić spielt bereits seit seinem 5. Lebensjahr für die AS Saint-Étienne. 2018 bekam er seinen ersten Profivertrag in der ersten Mannschaft des Vereins. In der Saison 2018/19 kam er bereits 14 Mal für die zweite Mannschaft in der National 2 zum Einsatz und spielte zudem noch mindestens zweimal in der U19, mit der er den Coupe Gambardella gewann. Anfang April 2019 verlängerte er seinen Vertrag bei ASSE um ein weiteres Jahr, bis Juni 2022. In der Ligue 1 debütierte er am 25. September 2019 (7. Spieltag) über die volle Spielzeit gegen den FC Metz, als man 0:1 verlor. Während er nebenbei auch in der zweiten Mannschaft zum Einsatz kam und mehrmals, auch in der Europa League, im Kader der ersten Mannschaft stand, blieb dies sein einziger Profieinsatz 2019/20. In der Folgespielzeit 2020/21 kam er zu einem Liga- und einem Pokalspiel für den französischen Rekordmeister. In der Saison 2021/22 stand er für Saint-Étienne in sieben Liga- und zwei Pokalspielen auf dem Platz. Im Februar 2022 verließ er seinen Ausbildungsverein und schloss sich dem FC Pau an.
Nach fünfzehn Einsätzen für Pau in der Ligue 2 2021/22, wechselte der 20-Jährige Anfang Juli 2022 ablösefrei zum englischen Zweitligisten Bristol City und unterschrieb einen Dreijahresvertrag. Dort wurde er dritter Torhüter hinter Daniel Bentley und Max O’Leary. Im Januar 2023 wurde er für ein halbes Jahr zurück nach Frankreich an den Zweitligisten FC Valenciennes verliehen, bei dem er bis zum Saisonende elf Ligaspiele bestritt. Nach Ablauf der Leihe kehrte er im Sommer 2023 nach Bristol zurück und fungiert dort seitdem als Ersatztorhüter hinter Stammtorhüter O’Leary.

### Nationalmannschaft
Stefan Bajić spielte bereits für die französische U16, U17, U18 und U19. Mit Letzterer nahm er 2019 an der U19-Europameisterschaft teil. Anschließend stand er bei der U20 und bei den Olympischen Spielen 2021 in Tokio im Kader, kam aber nicht zu Einsatzzeiten. 2022 debütierte er für die U21 und nahm mit ihr als Ersatztorhüter an der U21-Europameisterschaft 2023 teil.